# Amboise (rivier)
De Amboise is een riviertje in het departement Somme in Frankrijk.
Het riviertje heeft een lengte van slechts 6,7 km en ontspringt in de gemeente Pendé op een hoogte van 10 meter. Het loopt in oostelijke richting naar Estrébœuf en buigt dan in de richting van Saint-Valery-sur-Somme, waar het uitmondt in de Somme op een hoogte van 4 meter.
De belangrijkste zijrivieren zijn de Avelasse, die 7,9 km lang is, en de Drancourt, die 1,3 km lang is.